# Lex Mullink
Lex Mullink (født 19. december 1944 i Almelo) er en hollandsk tidligere roer.
Mullink vandt en bronzemedalje i firer med styrmand ved OL 1964 i Tokyo, sammen med Jan van de Graaff, Freek van de Graaff, Bobbie van de Graaf samt styrmand Marius Klumperbeek. Hollænderne indledte med at blive nummer to i indledende heat efter den italienske båd, men vandt efterfølgende opsamlingsheatet og kvalificerede sig dermed til finalen. Her blev de nummer tre, mens Tyskland vandt guld og Italien fik sølv.

## OL-medaljer
- 1964:  Bronze i firer med styrmand